# GAVI
GAVI (аббр. от англ. Global Alliance for Vaccines and Immunisation — Глобальный альянс по вакцинам и иммунизации) — партнерство ряда частных и правительственных организаций, целью которого заявлено увеличение доступности детской вакцинации в бедных странах.
В альянсе GAVI участвуют, в том числе, правительства некоторых развитых стран, ВОЗ, ЮНИСЕФ, Всемирный банк, компании-разработчики и производители вакцин из разных стран, исследовательские и технические агентства, общественные организации, различные фонды, включая Фонд Билла и Мелинды Гейтс и других филантропов.
GAVI, совместно с Фондом Вакцин, поставляет вакцины более чем в 70 страны, в их числе — многие страны Африки, Азиатские страны (включая Китай, Индию, Пакистан) и некоторые другие.

## История

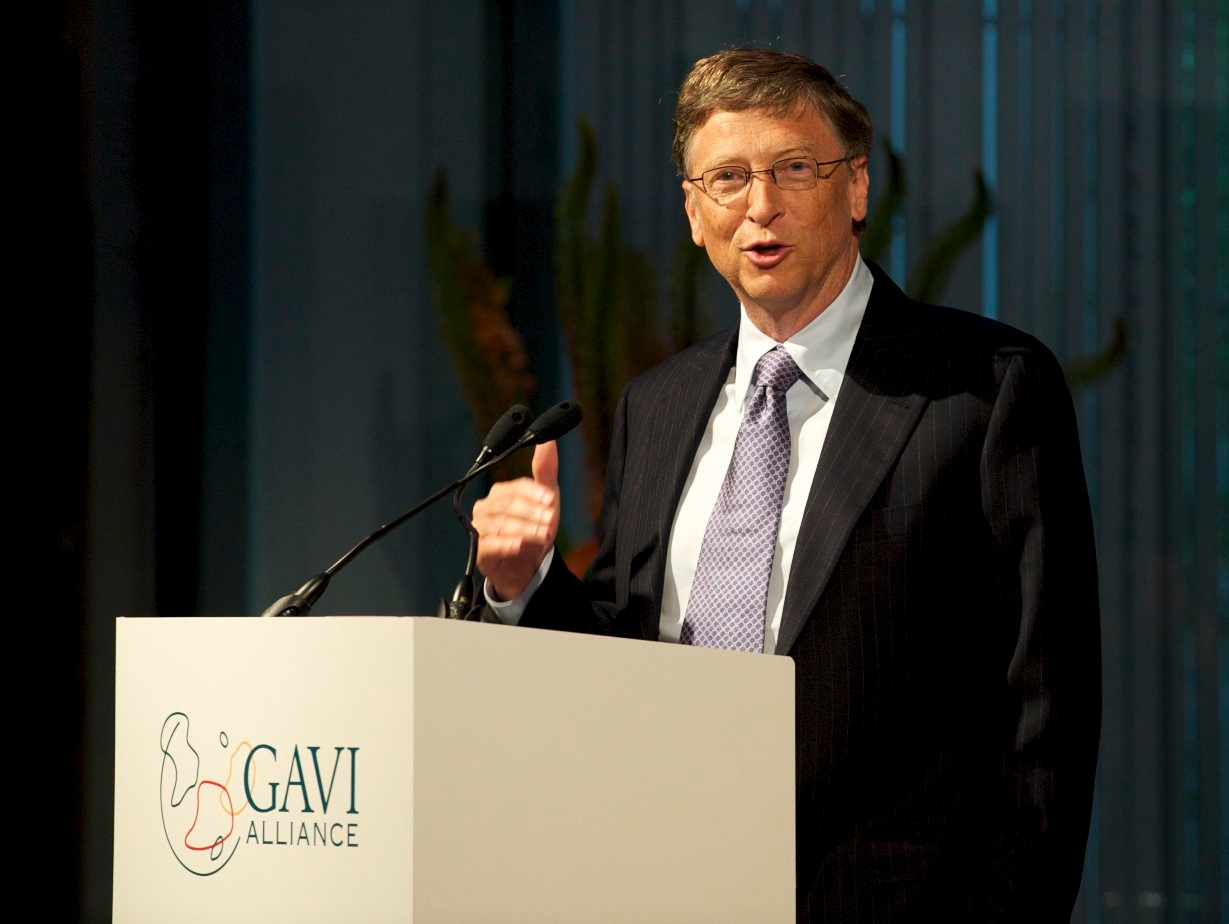
Выступление спонсора GAVI, Билла Гейтс в июне 2011 года

Альянс GAVI был создан в 2000 году, на фоне ухудшения работы механизмов распространения вакцин в беднейших странах. К концу 1990-х годов темпы вакцинации прекратили рост или даже снижались. Более 30 миллионов рождавшихся в год детей не получали необходимой иммунизации. Для повышения доступности вакцинации Фонд Билла и Мелинды Гейтс пожертвовал 750 миллионов долларов GAVI через Фонд Вакцин (The Vaccine Fund). Всего, по состоянию на начало 2013 года фонд перечислил альянсу 1.5 млрд долларов.
С момента основания за 15 лет GAVI позволил вакцинировать дополнительные 370 миллионов детей, эффект от этого оценивается в более чем 5 миллионов предотвращенных смертей от таких болезней как гепатит B, гемофильная инфекция тип B (Hib), корь, коклюш, пневмококковая инфекция, полиомиелит, ротавирусная диареи и желтая лихорадка. Наиболее эффективной была вакцинация от пневмнококка. Действия альянса приближают достижение 4-й цели развития тысячелетия по снижению детской смертности на две трети к 2015 году по отношению к 1990.
GAVI пропагандирует широкое использование развивающимися странами пентавалентной вакцины (Пентаксим) против 5 наиболее смертельных детских болезней: дифтерии, столбняка, коклюша, гемофильной инфекции тип b, гепатита B. В июле 2013, GAVI выписал облигацию на 700 млн долларов (при участии IFFIm) для покупки вакцин для борьбы с пневмонией и диареей, двумя наиболее частыми причинами детских смертей. Также GAVI планирует закупать вакцины от дифтерии, столбняка, коклюша, гемофильной инфекции b и гепатита B. Джим Ён Ким, президент Всемирного банка, управляющего финансами IFFIm, заявил, что предсказуемое длительное финансирование от GAVI поможет наименее защищенным детям получить доступ к услугам здравоохранения и является важным шагом на пути к искоренению крайней бедности к 2030 году.

## Методы работы
Страны, которые подходят для поддержки от GAVI, проявляют инициативу, определяя собственные нужды в иммунизации, запрашивая финансирование и документируя и контролируя реализацию программ вакцинации.
Программы софинансирования GAVI требуют от стран-получателей оплачивать часть стоимости вакцин (как минимум, 20 центов за дозу), что служит укреплению связей и долгосрочной стабильности программ вакцинации и иммунизации. Все больше стран запрашивают вакцины, финансируемые GAVI, и демонстрируют готовность софинансирования проектов ради улучшения здоровья собственного населения.
По сообщению СМИ, альянс GAVI заключает с производителями вакцин длительные (десятилетние) контракты на поставку значительных объемов вакцин, на уровне в десятки миллионов доз в год, по самым низким фиксированным ценам.
По мнению Мелинды и Билла Гейтс, основателей фонда Билла и Мелинды Гейтс, спасение жизней детей с помощью вакцинации позволит снизить уровень рождаемости в развивающихся странах, поскольку вместе с падением уровня смертности падает и уровень рождаемости.